# Andreas Niederberger
Pour les articles homonymes, voir Niederberger.
Temple de la renommée allemand :
Andreas Niederberger (né le 20 avril 1963 à Munich) est un joueur allemand de hockey sur glace.

## Carrière
Il commence sa carrière en 1980 avec l'EC Bad Tölz en 2. Bundesliga. Il accède au championnat élite en 1983 avec le Mannheimer ERC. À la fin de sa première saison, il est élu révélation de l'année.
En 1985, il signe avec les Starbulls Rosenheim puis rejoint au cours de la saison les DEG Metro Stars. Il est élu meilleur défenseur de la saison 1989-1990. En douze ans au sein de cette équipe, il devient cinq fois champion d'Allemagne et joue 593 matchs, ce qui est un record pour cette équipe.
En 1988, il revient dans sa ville natale, dans l'équipe du ESC, en ligue régionale, avant de terminer sa carrière à la fin de la saison 1999-2000 d'Oberliga avec les Ratinger Ice Aliens.
Aujourd'hui, Andreas Niederberger commente en tant qu'expert le hockey sur glace à la télévision. Durant la saison 2006-2007, il est entraîneur de l'équipe-école des DEG Metro Stars puis depuis 2007, de l'équipe junior.
Ses fils Mathias et Leon sont aussi joueurs professionnels de hockey sur glace.

## Palmarès

### National
- Championnat d'Allemagne de hockey sur glace : 1990, 1991, 1992, 1993, 1996.

### En équipe nationale
- 4 participations aux Jeux olympiques : 1984 1988, 1992, 1994.
- 10 participations au championnat du monde : 1985, 1986, 1987, 1989, 1990, 1991, 1991, 1992, 1993, 1994, 1995.
- 1 participation à la Coupe Canada : 1984.